# Plaça de Bous de Villena
La Plaça de Bous de Villena és una de les escasses places de bous existents en les comarques meridionals del País Valencià. Es va inaugurar en l'any 1924, amb aforament per a 10.000 persones. Es va reinaugurar el 26 de març de 2011.

## Tipologia
És una obra d'interès per les seves grans dimensions, el seu caràcter massís, la seva situació exempta i les característiques formals de la seva arquitectura: accés i finestres amb arcs neoàrabs apuntats, pilarets i ràfecs metàl·lics d'últim pis.

## Història

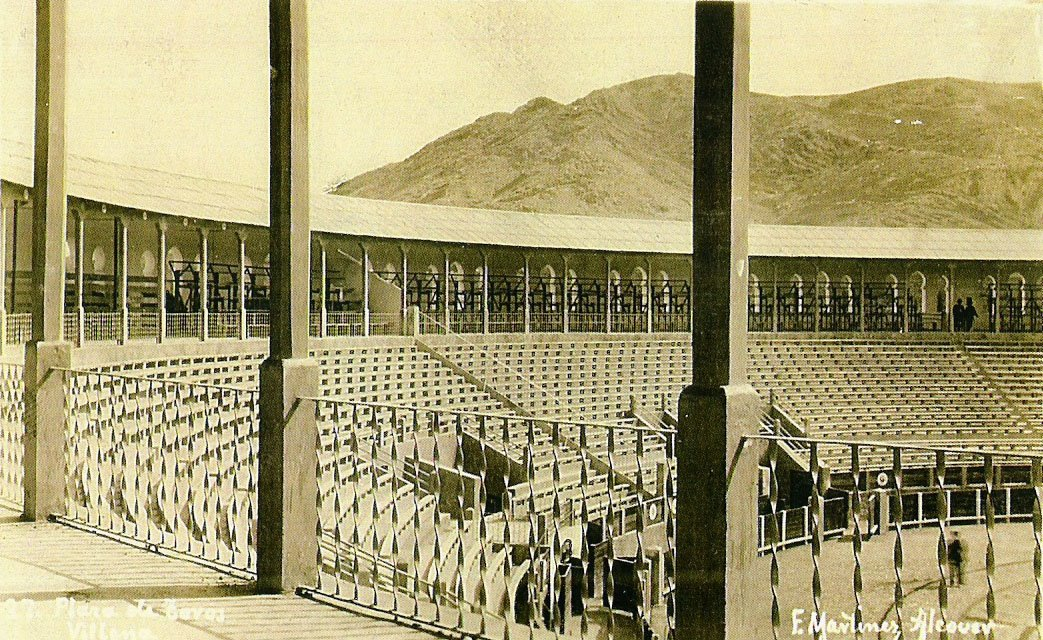
Interior de la Plaça de bous en 1924.

En aquesta plaça de bous han torejat Antonio Ordóñez, Juan Antonio Ruiz "Espartaco", Francisco Rivera "Paquirri", Jaime Ostos, Manuel Benítez "El Cordobés" i Miguel Baez "Litri" (pare).
El dia 7 de setembre de 1959, en la plaça de bous de Villena va estar present, en la correguda de toros dels destres Antonio Ordóñez, Francisco Antón "Pacorro" i Diego Puerta, el Premi Nobel de Literatura Ernest Hemingway.
Abandonada i en estat ruïnós des de feia anys, en 2007 es va signar un acord per a la seva rehabilitació i conversió en edifici multiús. El pla de restauració incloïa la coberta amb una cúpula i la construcció d'una piràmide de cristall adjacent a la plaça. El 26 de març de 2011 es va reinaugurar com a plaça de bous i multiús.